# Waldemar Tomaszewski
Waldemar Tomaszewski (autrefois Valdemar Tomaševski), né le 3 mars 1965 à Vilnius, est un homme politique lituanien appartenant à la minorité polonaise. Il est député européen depuis 2009.

## Biographie
Waldemar Tomaszewski est le président de l'Action électorale polonaise de Lituanie depuis 1999. Il est élu au Seimas en 2000, en remportant la circonscription de Šalčininkai, avant d'être réélu en 2004 avec 63 % des voix. Il est élu député européen le 7 juin 2009 et réélu le 25 mai 2014 et le 26 mai 2019. Il siège au sein du groupe des Conservateurs et réformistes européens (CRE).